# Joseph Déruaz
Joseph Déruaz (* 13. Mai 1826 in Choulex; † 26. September 1911 in Freiburg im Üechtland) war ein Schweizer römisch-katholischer Geistlicher und Bischof von Lausanne und Genf.

## Leben
Geboren als Sohn des Landwirts Maurice Déruaz und dessen Ehefrau Antoinette geb. Métral, besuchte er das Jesuitenkolleg in Évian-les-Bains. Hernach studierte er von 1846 bis 1847 Theologie am Priesterseminar in Freiburg sowie in Annecy. Nach der Priesterweihe, die er am 25. Mai 1850 empfing, war er bis 1852 Vikar in Grand-Saconnex. Danach wirkte er von 1852 bis 1859 als Pfarrer in Rolle und von 1859 bis 1891 in Lausanne. Aufgrund Déruaz’ Intervention bei Bundesrat Louis Ruchonnet konnte der 1873 des Landes verwiesene Bischof Gaspard Mermillod 1883 zurückkehren. Ab 1888 war Joseph Déruaz Dekan von Saint-Amédée im Kanton Waadt.
Am 14. März 1891 wurde Joseph Déruaz zum Bischof von Lausanne und Genf ernannt. Die Bischofsweihe spendete ihm am 19. März desselben Jahres der inzwischen zum Kardinal erhobene Gaspard Mermillod; Mitkonsekratoren waren Erzbischof Domenico Ferrata, Apostolischer Nuntius in Frankreich, und Leonhard Haas, Bischof von Basel und Lugano. Er wirkte bis zu seinem Tod als Bischof und konnte die Erlaubnis erwirken, den katholischen Gottesdienst in manchen Gebieten der Kantone Waadt, Neuenburg und Genf wieder aufzunehmen.